# Grüselhorn
Grüselhorn ist die oberrheinische Bezeichnung für ein mittelalterliches Signalhorn aus Messing, wie es von Nachtwächtern geblasen wurde.
Die Bezeichnung ist in Straßburg ab dem Spätmittelalter belegt, wo die Juden am Abend mit dem Blasen dieser Naturtrompete aufgefordert wurden, die Stadt zu verlassen. Dem Mythos nach haben ursprünglich die Juden selbst dieses Horn benutzt, angeblich um Feinde der Stadt zu benachrichtigen. Das Grüselhorn soll demnach in Form und Größe einem Schofar nachgebildet sein.

## Lahrer Grüselhorn

Grüselhorn im Stadtmuseum von Lahr

Alfred Siefert: Grüselhornklänge

Das Lahrer Grüselhorn ist ein Exponat im Stadtmuseum der Stadt Lahr/Schwarzwald und wird im Gedichtband Grüselhornklänge (1920) des Lahrer Mundartdichters Alfred Siefert behandelt.

## Straßburg
Nach der Ermordung und Vertreibung der Straßburger Juden am Valentinstag des Jahres 1349 durften Juden sich ohne Ausnahmegenehmigung nur tagsüber in Straßburg aufhalten und wurden um neun Uhr abends (im Winter um acht Uhr abends) mit einem Signal des Grüselhorns vom Münsterturm aufgefordert, die Stadt zu verlassen. Eine seit der frühen Neuzeit belegte – frei erfundene – Deutung des Hornblasens schreibt den Juden Verratspläne im Jahr 1349 zu, wobei die Feinde durch ein Hornsignal auf einen günstigen Angriffszeitpunkt hingewiesen werden sollten. Seit 1388 nachgewiesen ist die Bezeichnung „Judenblos“. Dieser wurde erst 1791 abgeschafft, da er aufgrund der Bekanntheit der Legende Hass gegen Juden säen würde. Das Straßburger Grüselhornblasen war also bis zum Schluss nicht einfach Traditionspflege, sondern ein bewusstes Zeichen zur Diskriminierung der Juden.  
Im Historischen Museum Straßburg wird ein Grüselhorn aufbewahrt.

## Sagenwelt
In der Rezeption oberrheinischer Sagen wird das Grüselhorn vor allem mit einem Horn identifiziert, durch das ein im frühen 13. Jahrhundert gefangener Herr von Geroldseck an seinem Klang den Ort seiner Gefangenschaft erkannt haben soll (Lützelhard-Sage in der Geroldsecker Familienchronik und in der Chronik der Herren von Zimmern).
Ferdinand Stein (1791–1835) weist in seiner Geschichte und Beschreibung der Stadt Lahr und ihrer Umgebungen von 1827 (Reprint im Freiburger Echo Verlag) schon auf ein „Kreuselhorn“ hin. Dieses sei im 1827 abgebrochenen Vogstor aufbewahrt worden. Der Nachtwächter habe in „schauerlichen Misstönen“ das Horn geblasen und auch Feuergefahr verkündet. Stein schildert auch die Sage um den Geroldsecker, welcher von dem benachbarten Ritter auf dem Lützelhard eingekerkert worden sei. Erst als er die Töne des auf „seinem Schlosse geblasenen Kreuselhorns hörte“ merkte er, wo er sich befand. Wie Ferdinand Stein schreibt, soll sich dies „nach dem Chronikschreiber“ im 11. Jahrhundert abgespielt haben.
Der Lahrer Mundartdichter Alfred Siefert (1861–1918) veröffentlichte 1888 im Selbstverlag unter dem Titel „Grüselhornklänge“ seine „Gedichte ernsten und heitern Inhalts in Lahrer Mundart“. Das Buch wurde 1981 anlässlich des 75. Firmenjubiläums des Elektrizitätswerks Mittelbaden AG neu aufgelegt.
Ein aktueller Stadtführer Lahr Schwarzwald (Buchhandlung Baumann/Verlag Kaufmann) nennt ebenfalls das Grüselhorn: „Auf dem (Vogts-)Tor wurde bei Feueralarm oder bei Warnung vor Feinden vom Wächter das Grüselhorn geblasen. Das Horn ist heute im Museum im Stadtpark. Es spielt auch als Erkennungszeichen für den der Sage nach auf der Burg Lützelhardt bei Seelbach (Schutter) gefangen gehaltenen Geroldsecker eine bedeutsame Rolle.“
In der Gemein de Seelbach im Ortenaukreis gibt es eine Grüselhornstraße.